# Club Oriental de Football
El Club Oriental de Football, comúnmente conocido como Oriental o como Oriental de La Paz, es un club de fútbol uruguayo con sede en la ciudad de La Paz, en el departamento de Canelones. Fue fundado el 24 de junio de 1924.
El club actualmente participa en la Segunda División Profesional de Uruguay (segunda categoría del fútbol uruguayo).

## Historia

### Inicios
Fue fundado el 24 de junio de 1924 en la ciudad de La Paz, con el objetivo de formar un equipo de fútbol que representara a dicha ciudad. Los nombres propuestos fueron: Libertador (obtuvo dos votos), Colombes (dos votos) y Oriental, que fue el elegido (con trece votos). El color celeste fue elegido en homenaje a la selección uruguaya que lograba por ese entonces el título Olímpico.
Oriental fue fundador de la Liga Regional del Sur. En 1925 y 1929 fue campeón de Canelones convirtiéndose en un equipo reconocido en el departamento.

### Segundo club del interior en competir en AUF
En la década de los años 1970, los celestes de La Paz deciden dar un paso muy importante, como lo fue incorporarse a la AUF siendo el segundo equipo no montevideano (Las Piedras FC fue el primero) en inscribirse en los torneos de la Asociación. Oriental participó en el fútbol AUF por primera vez en el torneo de Primera División "D" de 1975. En 1979 compitió un escalón más arriba debido a que esa división desapareció y fue absorbida por la Primera "C", y ese mismo año logró el ascenso en conjunto con Universidad Mayor, Basáñez y El Tanque.
Ese fue el mejor momento en la historia del club paceño, coronando luego una gran actuación en 1980 en la Divisional "B": bajo la dirección técnica del Sr. Omar Brunetto, finalizó en cuarto lugar detrás de Rampla Juniors, Racing y Liverpool con solo tres derrotas en 22 partidos jugados. En 1982 y 1986 obtiene el cuarto puesto nuevamente. Oriental permaneció compitiendo en la "B" hasta el año 1987.

### SigloXXI
Oriental fue campeón de la Divisional "C" en los años 2004 y 2007; sin ascender porque en esos años no se otorgaba ascenso a la Segunda División Profesional. Luego volvió a coronarse en la temporada 2008-09, este año sí se le otorgó el ascenso, pero el club no hizo usufructo del mismo por no tener sustento para afrontar la actividad profesional. Esa temporada que el club debía jugar en Segunda, Oriental se quedó sin participar de ningún torneo.
Regresó a la actividad en la temporada 2010-11, donde a mediados de la misma recibió una sanción de quita de 12 puntos, a causa de los incidentes que terminaron con el fallecimiento de un hincha de Villa Teresa, luego del partido que enfrentaba a ambos clubes en el Parque Oriental de La Paz.
Luego de años de idas y vueltas de la mano de Adrián Fernández Leal (director técnico) y Andrés Furtado (ayudante técnico), logró el tan ansiado ascenso a la "B" (Segunda División Profesional), al ganar el torneo Apertura 2014 (ganando la final a Basáñez) y también la Liguilla 2015, imponiéndose nuevamente a Basáñez en la última fecha por 3 a 0. Los goles anotados en el estadio Parque Palermo, fueron de Mauro Rodríguez y Gonzalo Da Luz en 2 ocasiones. Participó entonces en 3 temporadas en Segunda División (decidió no participar en la edición especial de 2016) hasta descender en 2018.

## Símbolos

### Escudo y bandera
El escudo ha sufrido algunas variaciones a lo largo de la historia, aunque siempre con el predominio del color celeste. En la última versión del escudo, en 2021, el club optó por un logo en el que su color principal es negro.
La bandera del club es predominantemente celeste, con algún detalle en blanco y las siglas "C.O.F." en negro.
Evolución del escudo de Oriental:
| El Tanque | El Tanque |  |  |  |  |

## Uniforme
- Uniforme titular: Camiseta celeste con vivos blancos, pantalón negro, medias negras.
- Uniforme alternativo: Camiseta negra con vivos celestes, pantalón negro, medias negras.

## Infraestructura

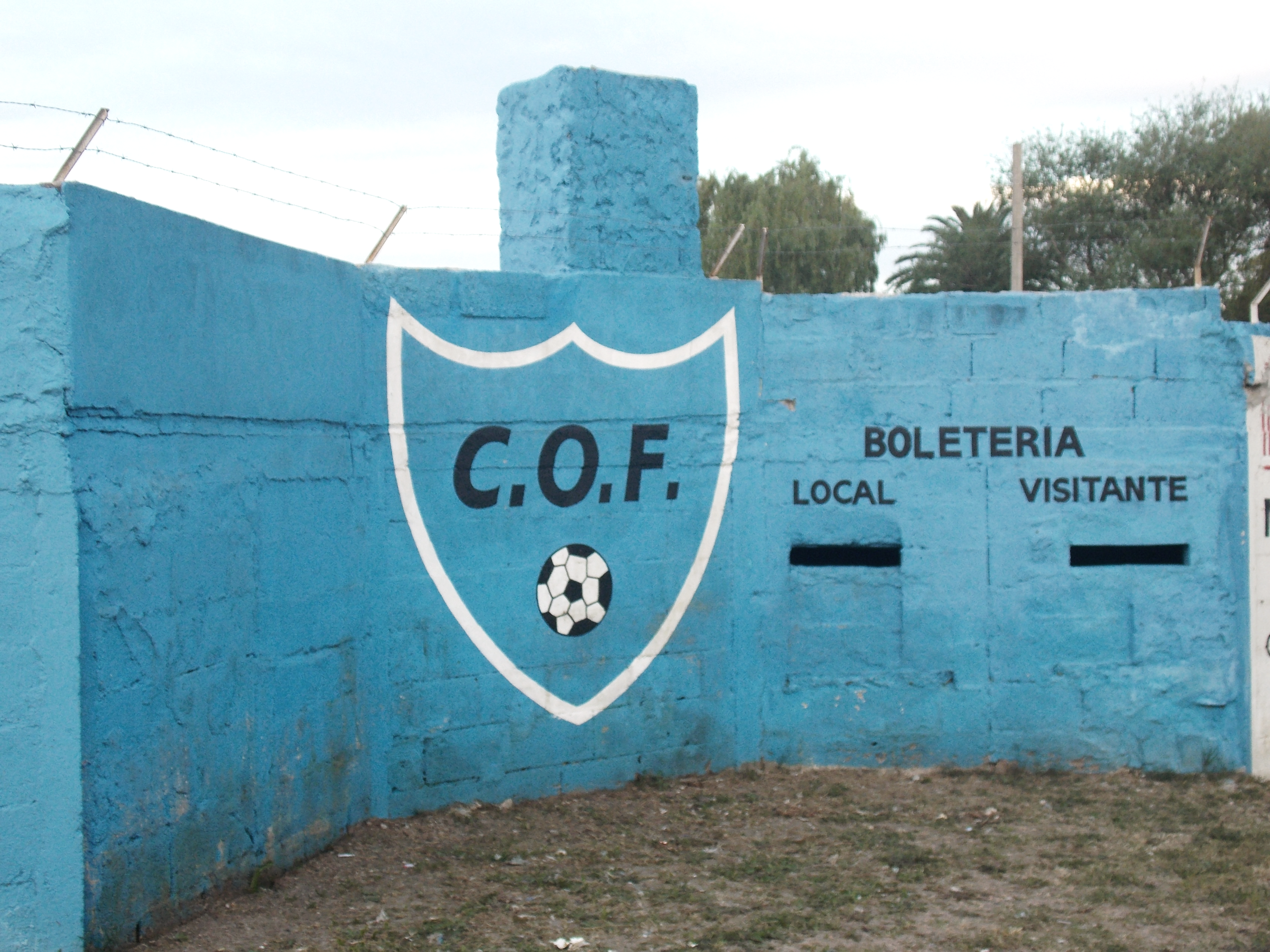
Estadio del club.

### Estadio
El Parque Oriental es el estadio del club, ubicado en la localidad de San Bartolo, unas de las zonas que comprende el área de Montevideo rural (zonas ajenas a la ciudad de Montevideo). El escenario, que recibe los partidos de Oriental, está contra el límite del Departamento de Montevideo con la ciudad de La Paz, Departamento de Canelones.
El estadio tiene una capacidad de 1.500 espectadores, con 500 de ellos sentados.

## Estadísticas del club
Datos actualizados hasta la temporada 2025 inclusive.
- Temporadas en Primera División: 0
- Temporadas en Segunda División: 14 (1980-1987 / 2015-16 / 2017-2018 / 2023-presente)
- Temporadas en Tercera División: 30 (1979 / 1988-1997 / 1999-2008/09 / 2010/11-2014-15 / 2019-2022)
- Temporadas en Cuarta División: 4 (1975-1978)

## Palmarés

### Torneos nacionales
| Torneos nacionales                           | Torneos nacionales            | Torneos nacionales |
| Competición Nacional                         | Títulos                       | Subcampeonatos     |
| -------------------------------------------- | ----------------------------- | ------------------ |
| Tercera categoría de fútbol en Uruguay (4):  | 2004, 2007, 2008-09 y 2014-15 | -                  |
| Apertura de la Segunda División Amateur (1): | 2014                          | -                  |
| Liguilla de la Segunda División Amateur (1): | 2015                          |                    |
|                                              | -                             |                    |
|                                              | -                             |                    |

### Torneos locales
| Torneos Locales                                | Torneos Locales | Torneos Locales |
| Competición local                              | Títulos         | Subcampeonatos  |
| ---------------------------------------------- | --------------- | --------------- |
| Liga Departamental de Fútbol de Canelones (2): | 1925, 1929.     |                 |
|                                                |                 |                 |